# 중톈 텔레비전
중톈 텔레비전 유한책임회사(중국어: 中天電視股份有限公司, 영어: CTI Television Incorporation)는 중화민국의 케이블 텔레비전 방송국이다.

## 연혁
- 1993년 11월 9일: 전신전시망락유한공사(傳訊電視網絡有限公司, Chinese Television Network) 약칭 전신전시(傳訊電視, CTN) 설립
- 1994년 9월 1일: "中天頻道"(Chung Tien Channel) 개국.
- 1994년 12월: "大地頻道"(Da Di Channel) 개국.
- 1997년 1월 30일: 象山集團(Wisdom Group)과 중국텔레비전공사와의 공동 출자로 中視衛星傳播股份有限公司(CTV Satellite Communications Inc.；CTVS)가 설립, 中視二台(Her TV)개국.
- 2000년 1월 17일: 中天頻道가 中天新聞台로, 大地頻道가 大地電視台로 명칭 변경
- 2001년 1월: 大地電視台를 대체하여 勁報電視台(Power TV)가 개국.
- 2001년 4월: 勁報電視台가 中天資訊台로 명칭 변경.
- 2002년 6월: 정식 회사 명칭을 中天電視股份有限公司(중천전시주식유한공사)로 변경.
- 2004년 1월: 中天資訊台가 中天綜合台로 명칭 변경.
- 2009년 11월 28일: 中視衛星(中視二台)가 中天娛樂台로 명칭 변경.

## 자매채널
- CTi 뉴스 채널(CTi News, 中天新聞台)
- CTi 종합 채널(CTi Variety, 中天綜合台)
- CTi 오락 채널(CTi Entertainment, 中天娛樂台)
- CTi 국제 채널(CTi International, 中天國際台)
  - CTi 아시아 채널(CTi Asia, 中天亞洲台)
  - CTi 북아메리카 채널(CTi North America, 中天北美台)